# Malaysian Open 2014
BMW Malaysian Open 2014 — жіночий тенісний турнір, що проходив на відкритих кортах з твердим покриттям. Це був 5-й за ліком Malaysian Open. Належав до категорії International у рамках Туру WTA 2014. Відбувся в Royal Selangor Golf Club у Куала-Лумпурі (Малайзія). Тривав з 14 до 20 квітня 2014 року.

## Очки і призові гроші

### Розподіл очок
| Дисципліна       | П   | Ф   | ПФ  | ЧФ | 1/8 | 1/16 | Q   | Q3  | Q2  | Q1  |
| Одиночний розряд | 280 | 180 | 110 | 60 | 30  | 1    | 18  | 14  | 10  | 1   |
| Парний розряд    | 280 | 180 | 110 | 60 | 1   | Н/Д  | Н/Д | Н/Д | Н/Д | Н/Д |

### Розподіл призових грошей
| Дисципліна       | П       | F       | ПФ      | ЧФ     | 1/8    | 1/16   | Q3     | Q2   | Q1   |
| Одиночний розряд | $43,000 | $21,400 | $11,300 | $5,900 | $3,310 | $1,925 | $1,005 | $730 | $530 |
| Парний розряд    | $12,300 | $6,400  | $3,435  | $1,820 | $960   | Н/Д    | Н/Д    | Н/Д  | Н/Д  |

## Учасниці основної сітки в одиночному розряді

### Сіяні учасниці
| Країна     | Гравчиня                | Рейтинг1 | Сіяні |
| ---------- | ----------------------- | -------- | ----- |
| Словаччина | Домініка Цібулкова      | 10       | 1     |
| КНР        | Ч Шуай                  | 46       | 2     |
| Чехія      | Кароліна Плішкова       | 67       | 3     |
| Австрія    | Патріція Майр-Ахлайтнер | 81       | 4     |
| Японія     | Кіміко Дате             | 83       | 5     |
| Казахстан  | Заріна Діяс             | 93       | 6     |
| Хорватія   | Донна Векич             | 95       | 7     |
| Японія     | Моріта Аюмі             | 112      | 8     |

- 1 Рейтинг подано станом на 7 квітня 2014.

### Інші учасниці
Нижче наведено учасниць, які отримали вайлдкард на участь в основній сітці:
- Елені Даніліду
- Ярміла Ґайдошова
- Чжан Лін

Нижче наведено гравчинь, які пробились в основну сітку через стадію кваліфікації:
- Дуань Інін
- Джулія Гатто-Монтіконе
- Ері Нодзумі
- Людмила Кіченок
- Пемра Озген
- Ана Врлич

### Відмовились від участі
До початку турніру
- Мелінда Цінк --> її замінила Данка Ковінич
- Андреа Главачкова --> її замінила Крістина Плішкова
- Йована Якшич --> її замінила Акгуль Аманмурадова
- Луксіка Кумхун --> її замінила Чжен Сайсай
- Вінус Вільямс --> її замінила Александра Крунич

### Знялись
- Кіміко Дате (травма лівої литки)

## Учасниці основної сітки в парному розряді

### Сіяні
| Країна            | Гравчиня         | Країна            | Гравчиня          | Рейтинг1 | Сіяна |
| ----------------- | ---------------- | ----------------- | ----------------- | -------- | ----- |
| Угорщина          | Тімеа Бабош      | Китайський Тайбей | Чжань Хаоцін      | 59       | 1     |
| Хорватія          | Дарія Юрак       | США               | Меган Мултон-Леві | 101      | 2     |
| Австралія         | Ярміла Ґайдошова | Китайський Тайбей | Сє Шувей          | 108      | 3     |
| Китайський Тайбей | Чжань Юнжань     | КНР               | Чжен Сайсай       | 142      | 4     |

- Рейтинг подано станом на 7 квітня 2014.

### Інші учасниці
Нижче наведено пари, які отримали вайлдкард на участь в основній сітці:
- Алісса Боей /  Ян Цзи
- Чагла Бююкакчай /  Пемра Озген

Наведені нижче пари отримали місце як заміна:
- Hsieh Shu-ying /  Родіонова Аріна Іванівна

### Знялись з турніру
До початку турніру
- Кіміко Дате (травма лівої литки)

## Переможниці

### Одиночний розряд
- Донна Векич —  Домініка Цібулкова, 5–7, 7–5, 7–6(7–4)

### Парний розряд
- Тімеа Бабош /  Чжань Хаоцін —  Чжань Юнжань /  Чжен Сайсай, 6–3, 6–4